# 渥美半島菜の花浪漫街道
渥美半島菜の花浪漫街道（あつみはんとうなのはなろまんかいどう）は、愛知県田原市にある日本風景街道のひとつで、この場合の街道とは特定の道を指す物ではなく、その地域ならではの自然・文化を活かし、景観の向上・地域活性化・観光振興などを行うとりくみのこと。風、太陽光、遊休農地などの地域資源を活用した環境共生まちづくりを推進し、情報提供による交流人口の増加を図ることを目的とする。

## 概要
「渥美半島菜の花浪漫街道」は、2007年（平成17年）7月、国土交通省の日本風景街道に登録されたもので、2015年現在、中部に22ある風景街道のひとつ。国道42号・国道259号を中心とした、田原市全域で渥美半島などの自然がみどころ。

## 沿道の見所

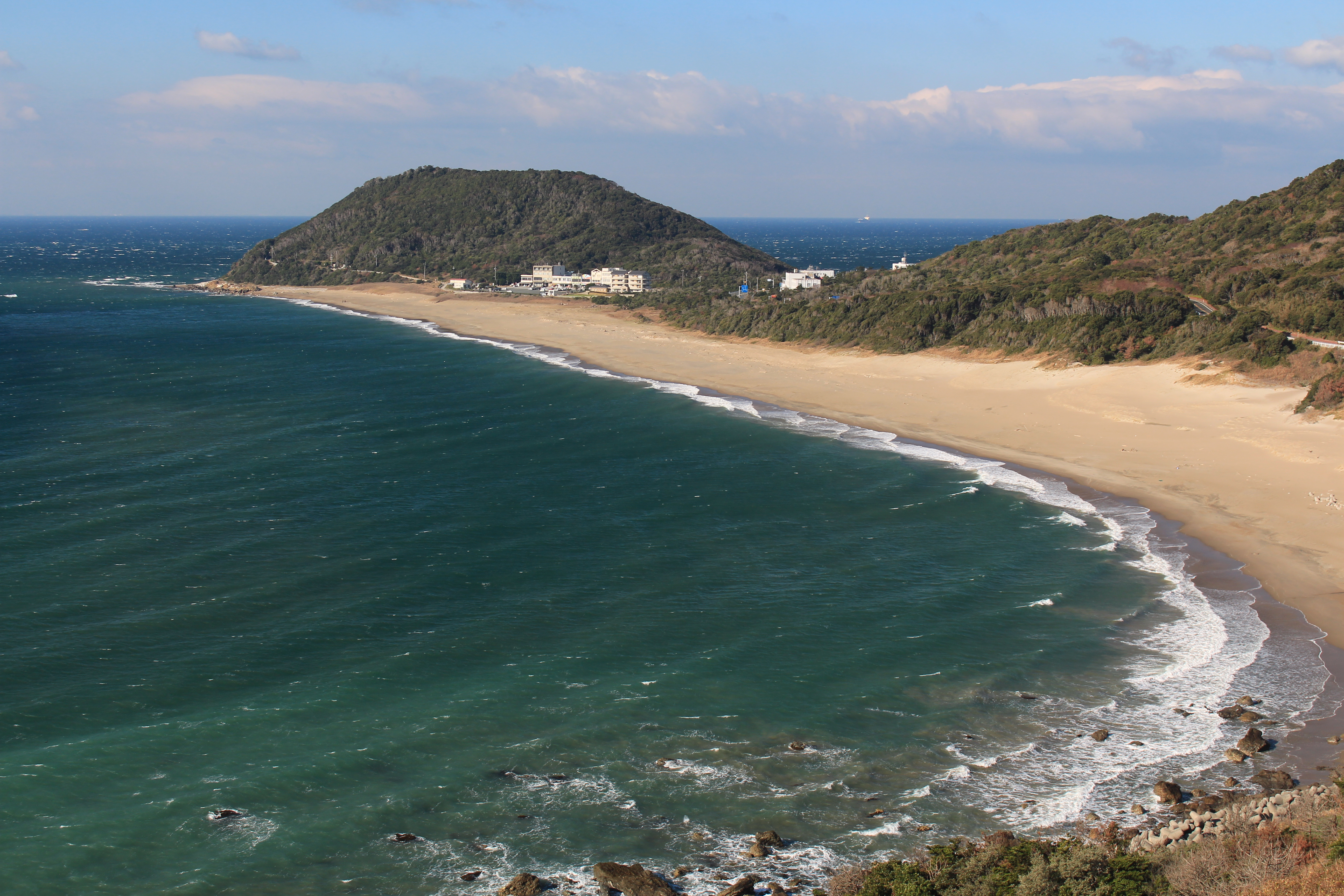
伊良湖岬と恋路ヶ浜

- 伊良湖岬灯台
- 田原市博物館
- 太平洋ロングビーチ
- 恋路ヶ浜の恋人の聖地

## 沿道の行事
- 菜の花まつり
  - 毎年１月から３月末まで開催されている。

## エリア内の道の駅
- 道の駅田原めっくんはうす
- 道の駅伊良湖クリスタルポルト

## 活動主体
- 活動主体は「渥美半島菜の花浪漫街道パートナーシップ会議」[1]
  - 商工会等関連団体、ボランティア団体、地元観光協会など計15団体